# ウーゴ・ギジャモン
ウーゴ・ギジャモン・サンマルティン（Hugo Guillamón Sanmartín, 2000年1月31日 - ）は、スペイン・バスク州ギプスコア県サン・セバスティアン出身のサッカー選手。ラ・リーガ・バレンシアCF所属。スペイン代表。ポジションはMF、DF。

## 経歴

### クラブ
2000年にサン・セバスティアンで生まれ、2歳の時に家族と共にバレンシア州レリアナに移住。2009年にバレンシアCFのカンテラに入所。2017年に傘下のバレンシアCF・メスタージャに昇格し、12月16日のセグンダ・ディビシオンBのCFバダロナ戦でプロデビュー。一週間後には2020年までの契約を締結。2018年10月27日のCDアルコヤーノ戦でプロ初ゴールを決めた。
2019-20シーズン途中にトップチームに昇格。2020年2月25日のレアル・ソシエダ戦で、後半開始から起用され、ラ・リーガデビューを果たすも、試合は0-3で敗退。リーガデビューから数日後にはFCバルセロナが、ギジャモンの獲得を検討していると報じられた。同シーズンは終盤に先発に定着。7月22日には2023年までの契約延長に合意したことが発表された。
ギジャモンは2022年コパ・デル・レイ決勝に先発出場し、85分に交代しましたが、バレンシアはレアル・ベティスにPK戦で敗れました。その年の10月3日、契約を延長し、2026年6月までの新契約を結びました。

### 代表
2017年にクロアチアで開催されたUEFA U-17欧州選手権と、2019年にアルメニアで開催されたUEFA U-19欧州選手権に、各世代の スペイン代表として出場し、いずれの大会も優勝した。
2022年11月11日、W杯カタール大会に臨むメンバーの1人に選ばれた。

## 個人成績

### クラブ
2023年8月27日現在
| クラブ       | シーズン     | リーグ         | リーグ | リーグ | 国王杯 | 国王杯 | 国際大会 | 国際大会 | その他 | その他 | 通算 | 通算 |
| クラブ       | シーズン     | ディヴィジョン | 出場   | 得点   | 出場   | 得点   | 出場     | 得点     | 出場   | 得点   | 出場 | 得点 |
| ------------ | ------------ | -------------- | ------ | ------ | ------ | ------ | -------- | -------- | ------ | ------ | ---- | ---- |
| バレンシアB  | 2017-18      | セグンダB      | 11     | 0      | -      | -      | -        | -        | -      | -      | 11   | 0    |
| バレンシアB  | 2018-19      | セグンダB      | 29     | 1      | -      | -      | -        | -        | -      | -      | 29   | 1    |
| バレンシアB  | 2019-20      | セグンダB      | 17     | 1      | -      | -      | -        | -        | -      | -      | 17   | 1    |
| バレンシアB  | クラブ通算   | クラブ通算     | 57     | 2      | 0      | 0      | 0        | 0        | 0      | 0      | 57   | 2    |
| バレンシア   | 2019-20      | ラ・リーガ     | 6      | 0      | 0      | 0      | -        | -        | -      | -      | 6    | 0    |
| バレンシア   | 2020-21      | ラ・リーガ     | 25     | 1      | 2      | 0      | -        | -        | -      | -      | 27   | 1    |
| バレンシア   | 2021-22      | ラ・リーガ     | 31     | 1      | 6      | 1      | -        | -        | -      | -      | 37   | 2    |
| バレンシア   | 2022-23      | ラ・リーガ     | 25     | 1      | 3      | 0      | -        | -        | 1      | 0      | 29   | 1    |
| バレンシア   | クラブ通算   | クラブ通算     | 87     | 3      | 11     | 1      | 0        | 0        | 1      | 0      | 99   | 4    |
| キャリア通算 | キャリア通算 | キャリア通算   | 144    | 5      | 11     | 1      | 0        | 0        | 1      | 0      | 156  | 6    |

## 代表歴

### 出場大会
- スペイン代表
  - 2022 FIFAワールドカップ

### 試合数
- 国際Aマッチ 3試合 1得点（2021年-2022年）[10]

| スペイン代表 | 国際Aマッチ | 国際Aマッチ |
| 年           | 出場        | 得点        |
| ------------ | ----------- | ----------- |
| 2021         | 1           | 1           |
| 2022         | 2           | 0           |
| 通算         | 3           | 1           |